# PTO-4
PTO-4 — эстонский одномоторный двухместный учебно-тренировочный самолёт. Моноплан, разработанный в 1937—1938 годах в Эстонии. Также данная модель использовалась в патрулировании Балтийского моря в ходе Второй Мировой войны.

## История
Работа над новым самолётом РТО-4 была начата в 1937 году тремя эстонскими конструкторами Постом, Тоома и Оргом. Это был низкоплан смешанной конструкции с тандемным расположением кабин пилота и курсанта, неубираемым шасси и рядным двигателем DH «Gipsy Major».
О точной дате первого полёта данных не сохранилось. Опытный РТО-4 начал проходить испытания с середины 1938 года. Общее количество выпущенных серийных самолётов составило 6 единиц. Четыре РТО-4 были отправлены в Эстонский аэроклуб, а два других были приобретены ВВС. Самолёт с номером «161» был идентичен гражданским машинам, а «162»-й — вариант РТО-4А имел модифицированный фюзеляж с закрытыми кабинами пилотов. В 1939 году РТО-4 был показан в Литве, но заказов на его закупку ни от кого не последовало.
С приходом на территорию Эстонии частей РККА оба военных РТО-4 продолжали использоваться в учебных целях и были уничтожены в июне 1941 года при отступлении из ЭССР Красной армии. Четыре гражданских самолёта, получивших незначительные повреждения, перешли в руки немцев и были направлены в эстонскую эскадрилью под командованием Герхарда Бушмана. Здесь они получили бортовые обозначения SB+AA, SB+AB, SB+AC и SB+AD. Эта эскадрилья занималась патрулированием побережья Балтийского моря и Финского залива. Но поскольку РТО-4 совершенно не подходили на роль патрульных самолётов, в конце 1943 года их направили в учебную эскадрилью в составе Erganzungs Nachtschlachtgruppe (Erg. NSGr) Ostland. С измененными бортовыми кодами (6X+AA, 6X+AB, 6X+AC и 6X+AD) РТО-4 использовались для подготовки пилотов, набираемых в том числе и из состава РОА генерала Власова. Здесь они оставались до середины 1944 года, пока не были уничтожены отступающими немецкими частями.

## Страны-операторы модели
- Эстония:
  - Eesti Aeroklubi (Эстонский аэроклуб)
  - ВВС Эстонской республики

- Люфтваффе:
  - Sonderstaffel Buschmann (Специальная эскадрилья Бушманна)[1]
  - Учебная эскадрилья (Erganzungs Nachtschlachtgruppe (Erg. NSGr) Ostland)

## Тактико-технические характеристики
Приведены данные модификации PTO-4.
Технические характеристики
- Экипаж: 2
- Длина:
- Высота:
- Силовая установка: 1 ×  de Havilland Gipsy Major
- Мощность двигателей: 1 × 130 л. с.

Лётные характеристики
- Максимальная скорость: 245 км/ч
- Крейсерская скорость: *Посадочная скорость:
- Практический потолок: 5000 м
- Время набора высоты: